# 努尔布尔
努尔布尔（Nurpur）是印度喜马偕尔邦冈格拉县的一个城镇。总人口9045（2001年）。

## 人口
该地2001年总人口9045人，其中男性4702人，女性4343人；0—6岁人口980人，其中男538人，女442人；识字率77.81%，其中男性为80.63%，女性为74.76%。